# Problème du loup, de la chèvre et du chou

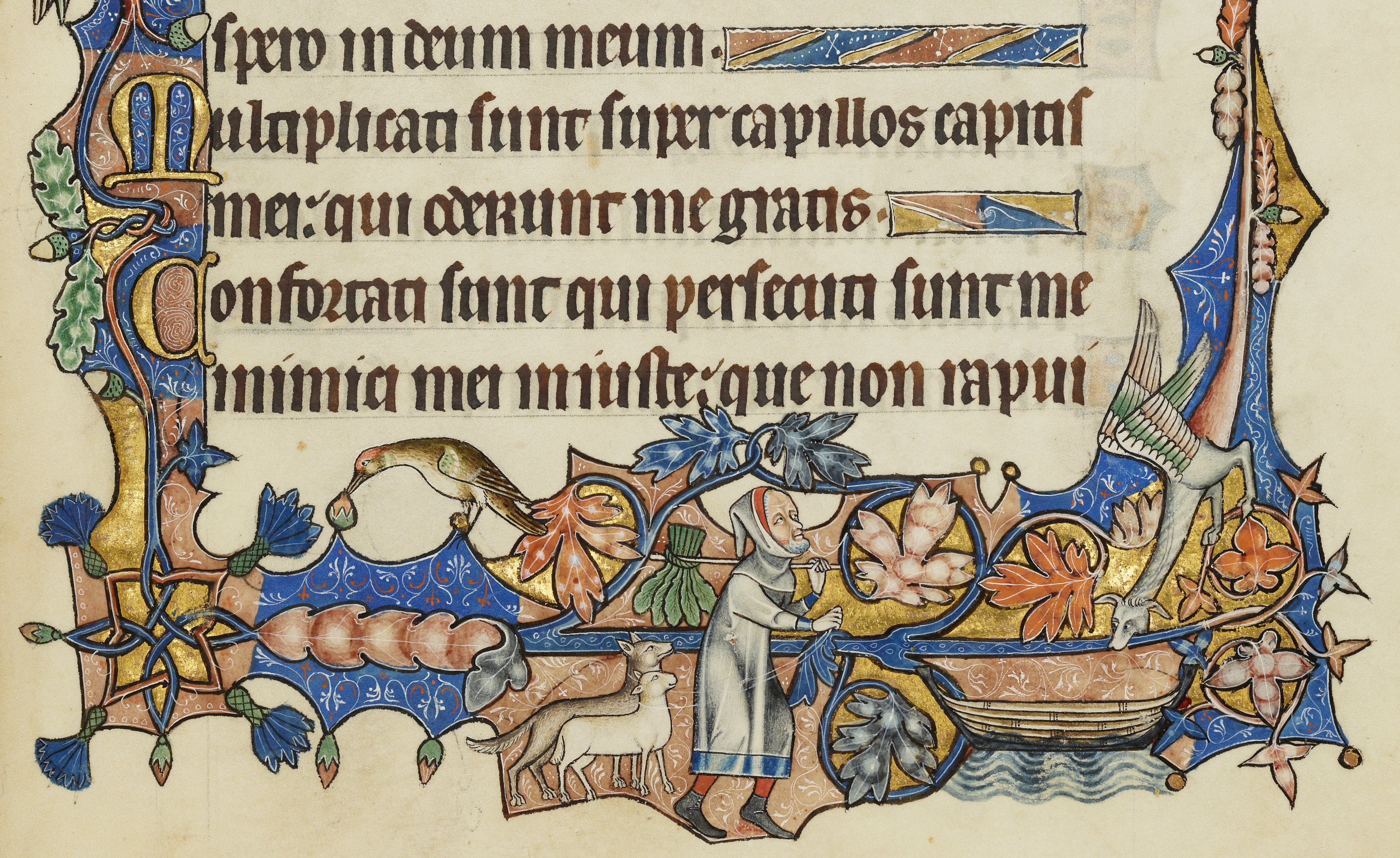
Illustration mettant en scène le problème du loup, la chèvre et le chou dans le psautier dOrmesby, datant de 1250–1330.

Le problème du loup, de la chèvre et du chou est un problème de passage de rivière. Il date au moins du IXe siècle et est entré dans le folklore de plusieurs cultures,.
D'après John Hadley ainsi que David Singmaster, ce problème est même attribué à Alcuin d'York.
L'histoire
Il était une fois un fermier qui alla au marché et acheta un loup, une chèvre et un chou. Pour rentrer chez lui, le fermier loua une barque pour traverser une rivière. Mais la barque ne pouvait contenir que le fermier et l'un de ses achats: le loup, la chèvre ou le chou.
S'ils étaient laissés sans surveillance, le loup allait dévorer la chèvre ou la chèvre allait manger le chou.
Le défi du fermier fut d’arriver de l'autre côté de la rivière avec ses achats intacts. Comment a-t-il fait ?

## La solution
La première étape est de faire traverser la chèvre, puisque toutes les autres actions mèneraient à ce que la chèvre ou le chou soient mangés. Quand le fermier retourne du côté initial, il a le choix de prendre soit le loup soit le chou pour la traversée suivante. S'il fait traverser le loup, il devra retourner pour prendre le chou, et le loup pourra manger la chèvre. S'il prend le chou pour la seconde traversée, il devra retourner prendre le loup, et la chèvre pourra manger le chou. Le dilemme se résout en prenant le loup (ou le chou) sur l'autre rive et en ramenant la chèvre sur la rive de départ. Maintenant, il peut prendre le chou (ou le loup) pour la traversée et, finalement, retourner chercher la chèvre.

Une animation de la solution

Ses actions pour arriver à la solution peuvent se résumer dans les étapes suivantes :
1. Faire traverser la chèvre
2. Retour
3. Faire traverser le loup ou le chou
4. Retourner avec la chèvre
5. Faire traverser le chou ou le loup
6. Retour
7. Faire traverser la chèvre